# Robot Entertainment
Robot Entertainment là công ty phát hành game do những người sáng lập hãng Ensemble Studios nay không còn tồn tại thành lập sau khi bị Microsoft đóng cửa. Những thành viên khác của công ty thì tách ra thành lập hãng Bonfire Studios. Robot Entertainment chịu trách nhiệm cho việc duy trì và cập nhật Halo Wars cho đến ngày 28 tháng 2 năm 2010. khi Microsoft Game Studios nắm quyền kiểm soát máy chủ và cập nhật của game. Ngoài ra, vào tháng 1 năm 2011, Microsoft Game Studios còn nắm việc cập nhật và các máy chủ của Age of Empires III.

## Lịch sử
Ngày 10 Tháng 7 năm 2010, công ty thông báo rằng họ đang phát triển hai tựa game đầu tiên sẽ do Microsoft Game Studios công bố, cũng thuộc thể loại chiến lược thời gian thực (RTS), tương tự như loạt game Age of Empires. Ngày 17 tháng 8, năm 2010, công ty đã công bố tựa game mới là Age of Empires Online. Trò chơi sẽ có một cái nhìn mới cách điệu theo kiểu hoạt hình nhưng Robot hứa rằng họ vẫn sẽ cung cấp lối chơi theo chiều sâu cho người hâm mộ của tựa game và sẽ không xa lánh người hâm mộ dòng game này. Ngày 24 tháng 2 năm 2011 hãng công bố thông tin rằng Gas Powered Games sẽ tham gia phát triển Age of Empires Online. Chủ tịch Robot Entertainment Patrick Hudson cho biết đã bàn giao việc phát triển đúng như dự kiến và nói rằng "Kế hoạch luôn bước theo IP ban đầu ngay khi chúng tôi có khả năng tập trung vào mục tiêu kinh doanh cốt lõi của chúng tôi".
Ngày 24 tháng 2 năm 2011, công ty đã công bố tựa game mới là Orcs Must Die!. Game "thách thức người chơi bảo vệ pháo đài đang bị bao vây. Với sự lựa chọn một loạt các loại bẫy và vũ khí, Orcs Must Die! buộc người chơi tìm ra cách tốt nhất để chém, phóng, đập, chặt và thiêu rụi một đội quân vô tận bẩn thỉu của lũ Orc và các đồng minh thấp hèn của chúng. Các tính năng của Orcs Must Die! có vẻ sống động, lối chơi hấp dẫn, và bất chấp một bằng chứng hiển nhiên cho sự thịnh vượng của lũ Orc". Trò chơi được Robot Entertainment phát hành cũng như tự phát triển lấy.
Ngày 17 Tháng 11 năm 2011, công ty cho công bố tựa game mới là Hero Academy. Trò chơi sẽ "...là một tựa game chiến thuật đỉnh cao dành cho các thiết bị iOS. Pha trộn thể loại chiến thuật cổ điển với hành động nhanh của các game thể loại casual hiện đại". Hero Academy còn thêm vào tính năng chiến đấu trong mục chơi mạng "không đồng bộ, do đó, một người chơi có thể chiến đấu với bạn bè qua nhiều game cùng lúc, bất cứ khi nào họ có một vài khoảng thời gian miễn phí. Nút đẩy báo cho bạn biết lượt đi của bạn, chọn kiểu di chuyển của bạn từ một loạt các tùy chọn, như bước vào trong chiến trường, tấn công, bảo vệ, hoặc thêm các vật phẩm đầy uy lực cho trận chiến". Là tựa game đầu tiên mà công ty phát triển cho các thiết bị di động.

## Game
| Tên gọi               | Thể loại                  | Ngày phát hành |
| --------------------- | ------------------------- | -------------- |
| Age of Empires Online | Chiến lược thời gian thực | 2011           |
| Orcs Must Die!        | Thủ thành                 | 2011           |
| Hero Academy          | Game di động              | 2012           |
| Orcs Must Die! 2      | Thủ thành                 | 2012           |